# Albula (region)
För andra betydelser, se Albula (olika betydelser).
Albula (tyska) eller Alvra (rätoromanska) är en region i den schweiziska kantonen Graubünden.
Distriktet omfattar i huvudsak två dalfören: Albulatal/Val d'Alvra som genomströmmas av floden Albula/Alvra, samt Oberhalbstein/Surses genom vilken floden Julia/Gelgia flyter. Där Julia rinner ut i Albula ligger distriktets huvudort Tiefencastel.

## Språk
Hela distriktet var bebott av rätoromaner fram till senmedeltiden då Schmitten blev tyskspråkigt och Bivio blev italiensk-rätoromanskt tvåspråkigt. I övriga delar av området fortsatte det rätoromanska idiomet surmiran att härska fram till slutet av 1800-talet då tyskan började vinna allt större insteg, framför allt i norra delen, Albulatal, där numera en stor majoritet är tysktalande. I södra delen, Surses, ökade tyska språket starkt först i slutet av 1900-talet, men rätoromanskan är fortfarande i majoritet.

## Religion
Vid reformationen antog kyrkorna i Bergün och Filisur den reformerta läran, Bivio blev reformert-katolskt dubbelkonfessionell, medan övriga församlingar förblev katolska.

## Indelning
2016 genomförde kantonen en indelningsreform, varvid distrikt och kretsar avskaffades och ersattes av regioner. Region Albula ersatte det tidigare distriktet med samma namn, frånsett kommunen Mutten, som fördes till regionen Viamala.
Som mest har det funnits 25 kommuner i området, de flesta mycket små med bara ett par hundra invånare. Antalet har numera reducerats kraftigt, och för närvarande (2020) finns här sex kommuner.
Regionen består av 6 kommuner:
| Vapen          | Namn           | Invånare 2023-12-31 | Yta i km² |
| -------------- | -------------- | ------------------- | --------- |
| Albula/Alvra   | Albula/Alvra   | 1 313               | 93,93     |
| Bergün Filisur | Bergün Filisur | 901                 | 190,14    |
| Lantsch/Lenz   | Lantsch/Lenz   | 528                 | 21,81     |
| Schmitten      | Schmitten (GR) | 209                 | 11,35     |
| Surses         | Surses         | 2 424               | 323,77    |
| Vaz/Obervaz    | Vaz/Obervaz    | 2 742               | 42,51     |